# Sphagnum vitalii
Sphagnum vitalii är en bladmossart som beskrevs av H. Crum 1991. Sphagnum vitalii ingår i släktet vitmossor, och familjen Sphagnaceae. Inga underarter finns listade i Catalogue of Life.